# Foto dal futuro n.2
Foto dal futuro n.2 (Say Cheese and Die-Again!) è il quarantaquattresimo libro della serie horror per ragazzi Piccoli brividi, ideata dallo scrittore statunitense R. L. Stine.
Questa storia è il sequel diretto del libro Foto dal futuro, quarto libro della stessa collana.

## Trama
È passato circa un anno dagli avvenimenti del primo libro. Durante una relazione orale in classe, il protagonista Greg Banks racconta le vicende che lui e i suoi amici hanno vissuto l'estate precedente a causa della macchina fotografica maledetta; tuttavia il professor Saur (soprannominato "Acidosauro") gli dà un'insufficienza in inglese e i compagni lo prendono in giro. Greg, per prendere una sufficienza nella pagella e poter passare l'estate con i suoi cugini e mostrare ai suoi compagni che diceva la verità, decide di tornare a Villa Coffman (dove aveva prima trovato e poi lasciato la macchina fotografica) e mostrarla al professore, senza però scattare alcuna foto per evitare incidenti. Arrivato sul posto scopre che la casa è stata demolita, ma il figlio del demolitore, Jon, gli mostra dove l'hanno buttata, così che il ragazzo possa recuperarla; tuttavia chiede di tenerla lui e il padre, in quanto, poiché avevano acquistato la casa, di conseguenza anche la macchina è diventata loro proprietà. Greg lo prega di tenerla almeno per un giorno, e inavvertitamente scatta una foto a Jon: questa mostra il ragazzo con un chiodo conficcato in un piede. Jon non se ne preoccupa e va a chiamare il padre per mettersi d'accordo con la macchina, ma finisce veramente con un chiodo nel piede. Mentre lo si porta all'ospedale Greg torna a casa e si ripromette di non scattare nessuna foto, o almeno non a persone. La mattina dopo incontra la sua amica Shari Walker, la quale cerca di convincerlo a non portarla a scuola. Durante il litigio Greg la immortala accidentalmente, ma la foto la ritrae in negativo. Allora Shari, credendo che la macchina sia rotta, scatta a sua volta una foto a Greg, ma l'immagine mostra il ragazzo estremamente grasso e obeso. A scuola il professor Saur è assente e in un corridoio i due bulli Brian Webb e Donny Greene provano a scattare una foto a Greg con la macchina maledetta, fortunatamente interrotti dal preside. Quando poco dopo Greg con gli amici va a fare un giro in bici, le gomme sembrano cedere a un peso e si bucano. La mattina dopo il ragazzo si accorge di essere ingrassato, seppur di poco. A scuola prova a mostrare la macchina fotografica e la foto scattata a Jon, ma, poiché impedisce che vengano scattate foto, non viene creduto e Saur lo umilia pesantemente di fronte ai compagni che lo deridono. Furioso Greg esce in corridoio e si imbatte in Shari che è dimagrita di parecchi chili. Durante la giornata continua ad ingrassare e verso sera i genitori sentenziano che si tratta di una reazione allergica e la mattina dopo lo mandano a scuola, nonostante il ragazzo sia spaventato dalle prese in giro dei compagni. Invece la mattina nessuno lo prende in giro, capendo il problema grave in cui si trova; tuttavia viene umiliato nuovamente dal professor Saur che dopo averlo deriso davanti ai compagni (nonostante nessuno rida) lo manda in infermeria. Lì si imbatte in Shari che continua a dimagrire. Poco dopo viene portato dal padre da un medico, il quale però non sa dare nessuna spiegazione. A casa Greg propone a Shari di riscattarsi una foto, ma così peggiora solo la sua situazione in quanto la pelle comincia a venirgli via a grosse scaglie. In quel momento gli viene l'idea di rendere la foto di Shari positiva e la sua negativa; vanno così dal fratello maggiore di Greg, Terry, il quale ci riesce; la mattina dopo si accorgono di essere tornati normali. Nonostante la felicità Greg decide di portare la macchina fotografica maledetta a scuola un'ultima volta per scattare una foto al professore Saur e vendicarsi delle umiliazioni subite. Tuttavia il professore scatta invece una foto a tutta la classe: così a Greg, bloccato da Brian e Donny, non resta che aspettare che l'immagine compaia e vedere cosa succederà.

## Personaggi
- Greg Banks: il protagonista della storia.
- Shari Walker: la migliore amica di Greg, una ragazza solare ma decisa.
- Michael Warner: uno dei migliori amici di Greg. In questa storia ha un ruolo estremamente marginale rispetto al precedente libro.
- Doug Arthur ("Aquila"): uno dei migliori amici di Greg, è un ragazzo esuberante e allegro che somiglia molto ad un uccello, da qui il soprannome "Aquila". In questa storia ha un ruolo estremamente marginale rispetto al precedente libro.
- Prof. Saur ("Acidosauro"): l'antipatico e severo insegnante d'inglese della classe di Greg. Gli assegna un'insufficienza per la relazione sulla macchina fotografica, non credendo minimamente alla sua storia. È soprannominato "Acidosauro" per la sua antipatia.
- Jon: il figlio del nuovo proprietario di Villa Coffman. Incontra casualmente Greg e, dopo una foto scattata per errore, subisce un tremendo incidente con un chiodo.
- Terry Banks: il fratello maggiore di Greg. Nel precedente libro lavorava in una gelateria, in questo in un negozio per lo sviluppo delle fotografie.
- Brian Webb: un bulletto che tormenta spesso i ragazzini della scuola di Pitts Landing, soprannominato "Sumo Uno".
- Donny Greene: un bulletto che tormenta spesso i ragazzini della scuola di Pitts Landing, soprannominato "Sumo Due".
- Marci Ryder: una diligente ma altezzosa compagna di classe di Greg.
- Mr. Banks: il padre di Greg e Terry.
- Ms. Banks: la madre di Greg e Terry.

## Copertina
La copertina del libro, realizzata da Tim Jacobus, rappresenta una fotografia che immortala una famiglia di quattro persone durante il pranzo, se non fosse che essi non sono in carne e ossa ma scheletri (dotati di bulbi oculari). Questo è un richiamo alla copertina del precedente libro.

## Episodio TV
Nell'episodio televisivo di Foto dal futuro gli attori che interpretavano Greg Banks e Shari Walker erano rispettivamente Ryan Gosling e Renessa Blitz, mentre nell'episodio televisivo del sequel sono stati sostituiti (rispettivamente) da Patrick Thomas e Jennie Levesque. Anche la madre di Greg e il fratello di quest'ultimo, Terry, sono interpretati da altri due diversi attori rispetto al primo episodio.
La trasposizione televisiva presenta numerose differenze rispetto alla sua versione cartacea:
- Come nel precedente caso, il personaggio di Michael Warner è assente. In questo caso, inoltre, è assente anche il personaggio di Doug Arthur, a differenza del precedente episodio dov'era presente (seppur in un ruolo marginale). Sono assenti anche i personaggi di Jon, Brian Webb e Donny Grenee.
- Nel primo libro la macchina fotografica viene ritrovata da Greg e amici in una vecchia casa abbandonata, Villa Coffman, mentre nell'episodio televisivo in una vecchia fabbrica abbandonata. In questo caso, in questo libro, la villa viene demolita e Greg trova la macchina fotografica nel cassetto dell'immondizia, e incontra Jon, il figlio del nuovo proprietario della villa ormai demolita. Nell'episodio, invece, Greg trova la macchina nello scantinato della fabbrica ormai demolita ma si ritrova davanti un uomo misterioso che cerca di sottrargliela.
- Essendo assente il personaggio di Jon, è anche assente la scena in un cui Greg gli scatta inavvertitamente una foto, con Jon che poco dopo si pianta per errore un chiodo in un piede. Nell'episodio televisivo, invece, l'uomo misterioso (che in questo caso appare in sostituzione di Jon) cade semplicemente dalle scale dopo che Greg gli ha scattato una foto.
- Nel finale del libro il professor Saur cerca di scattare una foto a Greg, Donny e Brian. Nell'episodio televisivo, invece, dopo l'ennesimo rifiuto del professore di assegnare un buon voto a Greg, questi gli scatta inavvertitamente una foto con la macchina maledetta, e al professore iniziano a cadere i capelli (la foto lo immortalava completamente calvo).

## Edizioni
- R. L. Stine, Foto dal futuro n.2, traduzione di Cristina Scalabrini, collana Piccoli brividi, Arnoldo Mondadori Editore, 1998,  p. 143, ISBN 88-04-45486-5.